# Francisco Ciutat
Francisco Ciutat de Miguel (Madrid, 28 de octubre de 1909-La Habana, 30 de noviembre de 1986) fue un militar español, que participó en la Guerra civil, durante la cual tuvo un papel relevante. Fue jefe de operaciones de los ejércitos del Norte y de Levante, tomando parte en algunas de las principales batallas de la guerra. Acabada la contienda marchó al exilio, ejerciendo como asesor militar de la Unión Soviética en Indonesia, Argentina, México, Vietnam, Cuba y nuevamente Vietnam. Llegó a ser conocido por el apodo de «Comandante Angelito».

## Biografía

### Primeros años y formación
Nació en Madrid, en el número 16 de la calle Princesa, el 28 de octubre de 1909. Procedente de una familia militar, ingresó en la Academia de Infantería de Toledo en 1925, donde se licenciaría dos años más tarde con el grado de alférez. Destinado inicialmente al Regimiento de infantería «Garellano» n.º 43 de Bilbao, con posterioridad realizaría un curso de formación en la Escuela Central de Tiro de Toledo. Tras la proclamación de la República mostró su adhesión al nuevo régimen. Durante el periodo de la Segunda República se inició en la masonería, formando parte de la logia «Goethe» n.º 6 de Bilbao; adoptaría el nombre masónico de «Algazel».

### Guerra civil
El estallido de la Guerra Civil le sorprendió en Madrid, mientras cursaba estudios de Estado Mayor en la Escuela Superior de Guerra, manteniéndose leal a la República. Para esta época ostentaba el rango de teniente de infantería. Durante las primeras semanas de la cotienda perteneció a la plana mayor de la Inspección General de Milicias.
A finales de agosto de 1936 fue enviado a Santander con el objetivo de «coordinar el mando de las fuerzas y milicias» de los territorios republicanos del norte, así como también organizar —y dirigir— un Ejército del Norte. Con posterioridad fue nombrado jefe de operaciones del Ejército del Norte, ascendido a mayor, quedando a las órdenes del general Francisco Llano de la Encomienda. Ya durante la campaña en Euskadi había manifestado serias discrepancias con José Antonio Aguirre, el lehendakari vasco, debido a su filiación comunista opuesta a las ideas nacionalistas y conservadoras del líder vasco, y por el poco entusiasmo de Ciutat por el Euzko Gudarostea, el ejército cuya existencia implicaba una significativa autonomía militar del País Vasco. Con posterioridad participaría en las batallas de Santander y Asturias. 
Tras la caída del frente del Norte regresó a la zona central republicana y fue ascendido a teniente coronel, siendo nombrado jefe de operaciones del Ejército de Levante, tomado parte en la batalla de Teruel o en la campaña de Levante. Simpatizante del movimiento comunista, durante la contienda acabaría integrándose en el Partido Comunista de España (PCE). Existen versiones que aseguran, que Ciutat de Miguel custodió “El Oro de Madrid” hacia Moscú. A finales de marzo de 1939, ante la completa derrota de la República Española, Ciutat abandonó el país por el puerto de Gandía.

### Etapa en el exilio
Tras el fin de la Guerra Civil y en calidad de miembro del Partido Comunista de España (PCE), Ciutat se exilió en la Unión Soviética junto a otros militares republicanos. Allí cursó estudios —y posteriormente fue docente— en la Academia Militar Voroshilov, encargada de impartir cursos a los oficiales del Estado Mayor del Ejército Rojo. Algún autor ha llegado a señalar que llegó a tomar parte en la Segunda Guerra Mundial, como oficial de la Dirección Principal de Contrainteligencia Militar  (SMERSH) ya alistado en el Ejército soviético. Alcanzó el rango de coronel. Estuvo al frente de la División  Especial que trasladó los restos de Adolf Hitler hacia Moscú.
Ya con la graduación militar de mayor general, se desempeñó a su vez en el cargo de asesor militar de la Unión Soviética prestando servicios en el extranjero al convertirse en oficial de la Dirección Principal de Inteligencia Militar (GRU), donde asesoró militarmente al  primer presidente de Indonesia Sukarno, a partir de 1947 al 1949. Después lo fue del presidente de la Argentina Juan Domingo Perón, entre 1950 a 1952 y asesoró al ala militar del Partido Revolucionario Institucional, creada en México por el expresidente Lázaro Cárdenas del Río. También a partir de 1954, ejerció como asesor militar principal de los comunistas vietnamitas en la Batalla de Dien Bien Phu en la guerra contra los franceses, bajo el nombre de General Pavel Pablovich Stepanov. También bajo ese mismo nombre de Pavel Stepanov ejerció como asesor militar de Nasser en Egipto, en el año 1956.
Se decidió su envío a Cuba, en los primeros meses de 1960, misión que habría recibido con un gran entusiasmo. y llegó al país caribeño, junto a otros antiguos militares republicanos, como el coronel José María Galán Rodríguez, el coronel Manuel Márquez Sánchez de Movellán o el vicealmirante Pedro Prado Mendizábal..
Ciutat tuvo un papel relevante como instructor del Ministerio de las Fuerzas Armadas Revolucionarias de Cuba (MINFAR), siendo también organizador de la Escuela de Estado Mayor del Ejército cubano. En abril de 1961, llegó a intervenir en la defensa de La Habana durante la invasión de Bahía de Cochinos y más adelante lo haría como asesor militar de lucha antiguerrillera en los combates contra los grupos de anticomunistas alzados en armas, que actuaban en la Sierra del Escambray, en el centro de la Isla Resultó herido en una pierna, en la emboscada de carretera donde los guerrilleros anticomunistas ejecutaron al comandante cubano y jefe de las tropas de Lucha Contra Bandidos (LCB) -manera peyorativa de denominar a los alzados en armas contra el régimen de Fidel Castro- en esa zona montañosa. 
Durante su etapa cubana empleó el nombre falso de «Ángel Martínez Reozola», aunque también fue conocido coloquialmente como «Comandante Angelito». y por su eliminación de los guerrilleros anticomunistas fue ascendido al grado militar de Teniente General de la Unión Soviética y se le otorgó el cargo de Jefe del Departamento Militar para el Tercer Mundo (África, América Latina y Asia) de la GRU, con sede en La Habana. A partir de 1973, estuvo nuevamente en Vietnam, hasta la retirada de las tropas estadounidenses. 
Según algunos autores, también habría actuado como asesor militar en otros conflictos, como la Guerra de las Arenas entre Marruecos y Argelia (asesorando al ejército argelino), y como asesor junto al gobierno de Hanói en la Guerra de Vietnam contra las tropas de los Estados Unidos.. Ciutat fue quien negoció con el Ministerio de Defensa de la antigua Unión Soviética el apoyo del despliegue de las tropas cubanas en Angola, a finales del año 1975.
Tras el fin del régimen franquista regresaría a España en 1977. Aquejado de una enfermedad ya incurable, Ciutat retornó a Cuba a solicitud de Fidel y Raúl Castro, poco después de instalarse en España. A su regreso a la Isla, y a pesar de su enfermedad, el Comandante Angelito actuó como principal supervisor de las tropas cubanas en las guerras de Angola, Etiopía, Mozambique y Nicaragua. Por su asesoramiento en las victorias militares de Angola y Etiopía fue ascendido a Coronel General. 
Falleció en La Habana en 1986. A su entierro asistieron entre otros Fidel Castro y Enrique Líster,antiguo oficial del Ejército republicano. Sus restos descansan en El Panteón de las Fuerzas Armadas Revolucionarias del Cementerio de Colón, en La Habana.

## Apodos
Ciutat de Miguel tuvo un gran número de pseudónimos:
- Nombre masónico: «Algazel»;[22]
- Nombre ruso: Pavel Pablovich Stepanov;
- Nombre Cubano: Ángel Martínez Reozola —aunque normalmente conocido como «Angelito»—;[23]

## Obras
- —— (1978). Relatos y reflexiones de la Guerra de España 1936-1939. Forma Ediciones: Madrid.